# 雜賀慶二
雜賀 慶二（さいか けいじ、1934年 - ）は、日本の実業家。東洋ライス代表取締役。創業者

。東京農業大学客員教授
。一般社団法人和歌山県発明協会副会長。和歌山市少年少女発明クラブ副会長。一般財団法人雑賀技術研究所名誉会長。全国無洗米協会顧問。

## 経歴
和歌山県和歌山市に生まれる。1949年、和歌山市立城東中学校を卒業。祖父が1916年（大正5年）に設立した雜賀商会を手伝う。1961年に石抜機を発明(無石米)。11月1日、株式会社東洋精米機製作所を設立。1963年4月8日、財団法人雑賀技術研究所を設立し会長に就任。1985年、東洋精米機製作所社長に就任。1990年、味度計を開発。1991年、無洗米を発明。1998年、残留農薬一斉分析法「MAPS」を開発、受託分析サービスを開始(国内初、農薬数34)。2000年、全国無洗米協会を設立。2005年、トーヨーライス社長に就任。「金芽米」を開発
。2012年11月21日、「タニタ食堂の金芽米」を発売。2013年3月1日、両社を合併し東洋ライスを設立し社長に就任。2015年3月、金芽ロウカット玄米を開発。2016年7月27日、「世界最高米」がギネス世界記録公式認定。2016年9月7日、食味維持システム「エコ・グリーン・カプセル」を開発。2017年4月20日、JAしまねと東洋ライス「金芽米」製造販売で協定を締結。2017年9月1日、東都生協と「米の精」に関する基本協定を締結。2018年7月18日、たんぱく質を減らした包装米飯「たんぱく質を抑えた金芽ロウカット玄米ごはん」を開発。10月、経団連に入会。2019年3月5日、米粉グルメ専門店「キンメッコキッチン」を銀座にオープン。5月15日、一般社団法人 メディカルライス協会を設立。7月8日、東北大学と脱ロウ玄米食による「認知機能維持効果」を検証。12月23日、SDGs貢献活動を国連で発表。2020年2月4日、次世代ブランドのコメ事業（酵素金芽米シリーズ）を開始。

## 出演番組
- 『深夜に発見！新shock感～一度おためしください～』(2019年10月27日)
- 『新shock感|深夜に発見！新shock感～一度おためしください～』(2019年7月14日)
- 『Newsモーニングサテライト』(2018年7月10日)[39]
- 『林修のニッポンドリル』一番美味しいブランド米を林先生が全795種類から厳選！(2018年5月16日)
- 『日経スペシャル カンブリア宮殿』 コメのおいしさ＆健康革命！日本の農家を救う発明王 (2017年6月8日、テレビ東京) [40][41]
- 『日経スペシャル ガイアの夜明け』攻める！日本のコメ(2016年11月9日)[42]
- 『人生で大事なことは○○から学んだ』所&林修&米倉も絶賛！(2016年11月8日)
- 『地球環境大賞』(2015年6月20日)
- 『あさチャン!』(2015年5月26日)
- 『L4YOU!プラス』(2014年11月14日)
- 『TXビジネスレポート』(2014年7月9日)
- 『夢の扉+』(2013年10月20日)[43]

## 受賞
- 2017年、第51回グッドカンパニー大賞優秀企業賞[44]。
- 2015年、全国発明表彰発明奨励功労賞を受賞[45][46]。
- 2015年、環境大臣表彰[47]。
- 2014年、農業食料工学会開発賞。
- 2010年、第13回日食優秀食品機械賞(日本食糧新聞社)
- 2002年、安藤百福記念賞(優秀賞)
- 2001年、農林水産大臣賞(農林水産研究開発功績者表彰事業民間部門)
- 1989年、科学技術庁長官賞。
- 1973年、紺綬褒章。

## 書籍

### 著書
- 『「コメ」ってこんなに誤解されているんだ！ 目からウロコ』 (2022年9月26日、農文協プロダクション) ISBN 9784909275158

### 関連書籍
- 『無洗米の衝撃 米が風土を変える』 (著者:相子清造)  (2005年12月2日、旭屋出版) ISBN 9784751105511

## 論文
- 『血液透析患者の主食としてのBG無洗米の有用性』[48]。
- 『特集 環境に資する研究開発 東洋精米機製作所(前編)雑賀慶二社長インタビュー 』[49]。